# Marcelo Moreno
Marcelo Martins Moreno, né le 18 juin 1987 à Santa Cruz de la Sierra, est un footballeur international bolivien d'origine brésilienne jouant à l'Independiente del Valle.
Actuel capitaine, Moreno est à la fois le joueur le plus capé de l'équipe de Bolivie avec 107 sélections mais aussi le meilleur buteur de l'histoire de La Verde avec 31 réalisations.

## Biographie
En mai 2008, il transféré pour le montant de 9 millions d'euros au club ukrainien du Chakhtar Donetsk. Il est prêté fin mai 2009 au Werder Brême. Peu utilisé en Allemagne, il finit la saison 2009-2010 au Wigan Athletic, où il est prêté le 1er février 2010.

### Carrière en sélection
Le 17 novembre 2020, Moreno inscrit un but lors d'un match nul 2-2 contre le Paraguay en éliminatoires de la Coupe du monde 2022. Cette réalisation fait de lui le meilleur buteur de l'histoire de la sélection avec 21 buts, dépassant Joaquín Botero,.

## Statistiques

### En sélection nationale
| Saison                | Sélection             | Phases finales          | Phases finales | Phases finales | Phases finales | Éliminatoires CDM | Éliminatoires CDM | Éliminatoires CDM | Matchs amicaux | Matchs amicaux | Matchs amicaux | Total | Total | Total |
| Saison                | Sélection             | Compétition             | M              | B              | Pd             | M                 | B                 | Pd                | M              | B              | Pd             | M     | B     | Pd    |
| --------------------- | --------------------- | ----------------------- | -------------- | -------------- | -------------- | ----------------- | ----------------- | ----------------- | -------------- | -------------- | -------------- | ----- | ----- | ----- |
| 2007-2008             | Bolivie               | -                       | -              | -              | -              | 5                 | 3                 | 0                 | 2              | 0              | 0              | 7     | 3     | 0     |
| 2008-2009             | Bolivie               | -                       | -              | -              | -              | 6                 | 3                 | 2                 | 1              | 0              | 0              | 7     | 3     | 2     |
| 2009-2010             | Bolivie               | -                       | -              | -              | -              | 4                 | 1                 | 0                 | -              | -              | -              | 4     | 1     | 0     |
| 2010-2011             | Bolivie               | Copa América 2011       | 3              | 0              | 0              | -                 | -                 | -                 | 3              | 1              | 0              | 6     | 1     | 0     |
| 2011-2012             | Bolivie               | -                       | -              | -              | -              | 5                 | 2                 | 1                 | 3              | 0              | 0              | 8     | 2     | 1     |
| 2012-2013             | Bolivie               | -                       | -              | -              | -              | 7                 | 2                 | 1                 | 2              | 0              | 0              | 9     | 2     | 1     |
| 2013-2014             | Bolivie               | -                       | -              | -              | -              | 3                 | 0                 | 1                 | 2              | 0              | 0              | 5     | 0     | 1     |
| 2014-2015             | Bolivie               | Copa América 2015       | 4              | 2              | 1              | -                 | -                 | -                 | 2              | 0              | 0              | 6     | 2     | 1     |
| 2015-2016             | Bolivie               | Copa América Centenario | -              | -              | -              | -                 | -                 | -                 | 1              | 0              | 0              | 1     | 0     | 0     |
| 2016-2017             | Bolivie               | -                       | -              | -              | -              | 8                 | 1                 | 1                 | -              | -              | -              | 8     | 1     | 1     |
| 2017-2018             | Bolivie               | -                       | -              | -              | -              | 4                 | 0                 | 0                 | -              | -              | -              | 4     | 0     | 0     |
| 2018-2019             | Bolivie               | Copa América 2019       | 3              | 1              | 0              | -                 | -                 | -                 | 6              | 2              | 0              | 9     | 3     | 0     |
| 2020-2021             | Bolivie               | Copa América 2021       | 1              | 0              | 0              | 5                 | 6                 | 0                 | 2              | 1              | 1              | 8     | 7     | 1     |
| 2021-2022             | Bolivie               | -                       | -              | -              | -              | 11                | 4                 | 1                 | 2              | 1              | 1              | 13    | 5     | 2     |
| 2022-2023             | Bolivie               | -                       | -              | -              | -              | -                 | -                 | -                 | 6              | 1              | 0              | 6     | 1     | 0     |
| 2023-2024             | Bolivie               | Copa América 2024       | -              | -              | -              | 6                 | 0                 | 1                 | -              | -              | -              | 6     | 0     | 1     |
| Total sur la carrière | Total sur la carrière | Total sur la carrière   | 11             | 3              | 1              | 64                | 22                | 8                 | 32             | 6              | 2              | 107   | 31    | 11    |

Et ses statistiques en clubs ?

### Buts internationaux
| Buts en sélection de Marcelo Martins | Buts en sélection de Marcelo Martins | Buts en sélection de Marcelo Martins                                  | Buts en sélection de Marcelo Martins | Buts en sélection de Marcelo Martins | Buts en sélection de Marcelo Martins | Buts en sélection de Marcelo Martins |
| #                                    | Date                                 | Lieu                                                                  | Adversaire                           | Score                                | Résultat                             | Compétition                          |
| ------------------------------------ | ------------------------------------ | --------------------------------------------------------------------- | ------------------------------------ | ------------------------------------ | ------------------------------------ | ------------------------------------ |
| 1.                                   | 20 novembre 2007                     | Polideportivo de Pueblo Nuevo, San Cristóbal (Venezuela)              | Venezuela                            | 1-0                                  | 3-5                                  | Éliminatoires CM 2010                |
| 2.                                   | 20 novembre 2007                     | Polideportivo de Pueblo Nuevo, San Cristóbal (Venezuela)              | Venezuela                            | 3-2                                  | 3-5                                  | Éliminatoires CM 2010                |
| 3.                                   | 18 juin 2008                         | Estadio Hernando Siles, La Paz (Bolivie)                              | Paraguay                             | 4-2                                  | 4-2                                  | Éliminatoires CM 2010                |
| 4.                                   | 14 octobre 2008                      | Estadio Hernando Siles, La Paz (Bolivie)                              | Uruguay                              | 1-0                                  | 2-2                                  | Éliminatoires CM 2010                |
| 5.                                   | 14 octobre 2008                      | Estadio Hernando Siles, La Paz (Bolivie)                              | Uruguay                              | 2-0                                  | 2-2                                  | Éliminatoires CM 2010                |
| 6.                                   | 1er avril 2009                       | Estadio Hernando Siles, La Paz (Bolivie)                              | Argentine                            | 1-0                                  | 6-1                                  | Éliminatoires CM 2010                |
| 7.                                   | 11 octobre 2009                      | Estadio Hernando Siles, La Paz (Bolivie)                              | Brésil                               | 2-0                                  | 2-1                                  | Éliminatoires CM 2010                |
| 8.                                   | 7 octobre 2010                       | Estadio Ramón Tahuichi Aguilera, Santa Cruz (Bolivie)                 | Venezuela                            | 1-3                                  | 1-3                                  | Match amical                         |
| 9.                                   | 7 octobre 2011                       | Estadio Centenario, Montevideo (Uruguay)                              | Uruguay                              | 2-4 (pen.)                           | 2-4                                  | Éliminatoires CM 2014                |
| 10.                                  | 11 novembre 2011                     | Estadio Monumental Antonio Vespucio Liberti, Buenos Aires (Argentine) | Argentine                            | 1-1                                  | 1-1                                  | Éliminatoires CM 2014                |
| 11.                                  | 26 mars 2013                         | Estadio Hernando Siles, La Paz (Bolivie)                              | Argentine                            | 1-0                                  | 1-1                                  | Éliminatoires CM 2014                |
| 12.                                  | 11 juin 2013                         | Estadio Nacional de Chile, Santiago du Chili (Chili)                  | Chili                                | 1-2                                  | 1-3                                  | Éliminatoires CM 2014                |
| 13.                                  | 15 juin 2015                         | Estadio Elías Figueroa Brander, Valparaiso (Chili)                    | Équateur                             | 3-0                                  | 3-2                                  | CA 2015                              |
| 14.                                  | 25 juin 2015                         | Estadio Germán Becker, Temuco (Chili)                                 | Pérou                                | 1-3                                  | 1-3                                  | CA 2015                              |

NB : Les scores sont affichés sans tenir compte du sens conventionnel en cas de match à l'extérieur (Bolivie-Adversaire)

## Palmarès

### En club
- Chakhtar Donetsk
  - Vainqueur de la Coupe UEFA en 2009.
  - Champion d'Ukraine en 2011.
  - Vainqueur de la Coupe d'Ukraine en 2011.

- Flamengo
  - Vainqueur de la Coupe du Brésil en 2013.

- Cruzeiro
  - Champion du Brésil en 2014.

### Distinctions personnelles
- Meilleur buteur de la Copa Libertadores 2008 avec 8 buts.